# IKON (südkoreanische Band)
iKON (koreanisch 아이콘) ist eine K-Pop-Gruppe der dritten K-Pop-Generation, die bei YG Entertainment unter Vertrag stand und 2015 gegründet wurde. 2022 gaben die Mitglieder der Gruppe bekannt, dass die YG verlassen haben und zukünftig ihre Aktivitäten unter 143 Entertainment fortfahren werden. Im Jahre 2013 wurde die Gruppe durch die Survivalshow WIN: Who Is Next als Team B vorgestellt. Nachdem sie in der Show gegen Team A (jetzt als WINNER bekannt) verloren, traten sie 2014 in der Survivalshow Mix & Match auf, durch die die finalen sieben Mitglieder der Gruppe iKON bestimmt wurden.
Der Name iKON wurde bereits am Anfang der Show Mix & Match bekannt gegeben. Es lässt sich aus der Intention ein 'icon for Korea', ein Symbol für Korea zu werden, herleiten, weshalb die Gruppe ein 'K' anstatt eines 'C's im Namen verwendet.
iKON debütierte offiziell am 15. September 2015 mit ihrer Download-Single „My Type“ aus ihrem ersten Studioalbum „Welcome Back“.

## Geschichte

### Vor dem Debüt
Vor der Gründung von iKON, kam B.I im Jahre 2009 in MC Mongs Song „Indian Boy“ vor. Gemeinsam traten sie mit dem Song beim 2009 SBS Dream Concert und bei You Hee-yeol’s Sketchbook auf.
Koo Junhoe trat mit 13 Jahren bei der Varieté-Sendung Star King auf, sowie bei der ersten Staffel der Castingshow K-Pop Star, beide Sendungen wurden vom Seoul Broadcasting System (SBS) ausgestrahlt.

### 2013: „WIN: Who Is Next“
Durch WIN: Who Is Next wurde das damalige Team B zum Ersten Mal als Gruppe ins Rampenlicht gesetzt. Es bestand aus den jetzigen Mitgliedern B.I, Bobby, Kim Jinhwan, Koo Junhoe, Song Yunhyeong und Kim Donghyuk. In WIN traten sie mit ihren Gegnern, Team A, in den Wettbewerb um die Chance auf das erste Debüt seit jenem von Big Bang, der ersten Boygroup von YG Entertainment, im Jahr 2006. Dem Verliererteam wurde versprochen, entweder aufgelöst oder neu zusammengesetzt zu werden. Team B verlor, und Team A debütierte als die Band WINNER.

### 2014: Mix and Match
Im Juni gab es Gerüchte, dass es eine weitere Survivalshow mit Team B geben wird. Zwei Monate später wurde dies offiziell von YG bestätigt und das Konzept von Mix and Match wurde veröffentlicht, mit bestätigter Teilnahme von Team B. Mehr Details über die Show wurden bei der offiziellen Pressekonferenz, die am 2. September stattfand, angekündigt. Darunter wurden drei neue Trainees vorgestellt, Jung Jinhyeong, Jung Chanwoo und Yang Hongseok. Das Format der Show würde den Weg bis zum Debüt von iKON, YG Entertainment’s kommender Band, zeigen. Zusammen mit dem neuen Namen gab Yang Hyun Suk auch bekannt, dass B.I, Bobby und Kim Jinhwan festgelegte Mitglieder waren. Die übrigen drei Mitglieder von Team B mussten daher, zusammen mit den anderen Trainees, um einen der vier Plätze kämpfen. iKons offizielles Line-up würde mit einem Voting-System festgelegt werden (30 % der Stimmen von der Jury, welche aus anderen YG Künstlern bestand, und 70 % von den Zuschauern.) Das Voting begann im Oktober, es startete mit offiziellen Fantreffen in Japan am 5. Oktober 2014, China am 11. Oktober 2014 und Korea am 17. Oktober 2014, gefolgt von einem „on-site“ Voting während des dritten, und letzten, Matches aller Teilnehmer am 22. Oktober 2014, und endete mit einem online Voting, welches am 30. und 31. Oktober 2014 stattfand.
Am 1. November veröffentlichte YG einen Zeitplan, der zeigen sollte, wann die vier Mitglieder iKON beitreten würden, das letzte Mitglied würde während der neunten Episode von Mix and Match veröffentlicht werden. Junhoe war der erste, der von den potentiellen Kandidaten, als viertes Mitglied bestätigt wurde. Am folgenden Tag wurde Yunhyeong als fünftes Mitglied bestätigt. Am 6. November wurde Chanwoo als sechstes Mitglied von iKON angekündigt. Um 11:00 KST wurde die finale Episode von Mix and Match ausgestrahlt, Donghyuk wurde als letztes Mitglied der Band bestätigt.

### 2017–heute: Namensänderung einiger Mitglieder und B.Is Ausstieg
Am 16. Mai veröffentlichte YG Entertainment ein Teaservideo zu „NEW KIDS:BEGIN“, das auch gleichzeitig den Titel für das kommende Single-Album darstellen soll. Dieses wurde wiederum am 22. Mai veröffentlicht und soll nur eins von vielen Alben sein, die im Laufe des Jahres veröffentlicht werden. Neben der Veröffentlichung geht auch ein Namenswechsel bei einigen Mitgliedern einher: aus Jinhwan wird Jay, Yunhyeong wird zu Song, Donghyuk heißt nun DK, Chanwoo wird zu Chan.
Am 12. Juni 2019 gab B.I via Instagram seinen Ausstieg aus der Gruppe bekannt. YG Entertainment bestätigte B.Is Entscheidung wenig später und teilte gleichzeitig mit, dass auch sein Vertrag mit der Agentur aufgelöst wurde.
Am 1. Januar 2023 teilten die iKON Mitglieder mit, dass sie YG Entertainment verlassen haben und einen Vertrag mit 143 Entertainment abgeschlossen haben.

## Mitglieder
| Name                 | Geburtsname            | Geburtstag (Alter)     | Geburtsort | Position                               |
| -------------------- | ---------------------- | ---------------------- | ---------- | -------------------------------------- |
| Jay 제이             | Kim Jin-hwan 김진환    | 7. Februar 1994 (31)   | Jejudo     | Team leader Main Vocal, Lead Dance     |
| Song 송              | Song Yoon-hyung 송윤형 | 8. Februar 1995 (30)   | Seoul      | Sub Vocal                              |
| Bobby 바비           | Kim Ji-won 김지원      | 21. Dezember 1995 (29) | Seoul      | Sub Vocal, Main Rap                    |
| DK 디케이            | Kim Dong-hyuk 김동혁   | 3. Januar 1997 (28)    | Seoul      | Sub Vocal, Main Dance                  |
| Ju-ne 준회           | Koo Jun-hoe 구준회     | 31. März 1997 (27)     | Seoul      | Main Vocal                             |
| Chan 찬              | Jung Chan-woo 정찬우   | 26. Januar 1998 (27)   | Yongin     | Sub Vocal                              |
| Ehemalige Mitglieder |                        |                        |            |                                        |
| B.I 비아이           | Kim Han-bin 김한빈     | 22. Oktober 1996 (28)  | Seoul      | Leader Sub Vocal, Main Dance, Lead Rap |

## Diskografie
Studioalben

| Jahr                       | Titel                     | Höchstplatzierung, Gesamtwochen, AuszeichnungChartplatzierungen (Jahr, Titel, Platzierungen, Wochen, Auszeichnungen, Anmerkungen) | Höchstplatzierung, Gesamtwochen, AuszeichnungChartplatzierungen (Jahr, Titel, Platzierungen, Wochen, Auszeichnungen, Anmerkungen) | Anmerkungen                                                 |
| Jahr                       | Titel                     | KR | JP | Anmerkungen                                                 |
| -------------------------- | ------------------------- | --- | --- | ----------------------------------------------------------- |
| Südkoreanische Studioalben |                           | | |                                                             |
|                            |                           | | |                                                             |
| 2015                       | Welcome Back (Half-Album) | KR1 (11 Wo.)KR | JP26 (1 Wo.)JP | Erstveröffentlichung: 1. Oktober 2015 Verkäufe: + 65.171    |
| 2015                       | Welcome Back (Full-Album) | KR1 (54 Wo.)KR | JP3 (24 Wo.)JP | Erstveröffentlichung: 24. Dezember 2015 Verkäufe: + 92.218  |
| 2018                       | Return                    | KR2 (27 Wo.)KR | JP1 (4 Wo.)JP | Erstveröffentlichung: 25. Januar 2018                       |
| 2018                       | Return -KR Edition-       | — | JP12 (7 Wo.)JP | Erstveröffentlichung: 14. März 2018                         |
| 2019                       | The New Kids              | KR1 (20 Wo.)KR | JP30 (1 Wo.)JP | Erstveröffentlichung: 7. Januar 2019 Wiederveröffentlichung |
| 2023                       | Take Off                  | KR4 (3 Wo.)KR | — | Erstveröffentlichung: 4. Mai 2023                           |
| Japanische Studioalben     |                           | | |                                                             |
|                            |                           | | |                                                             |
| 2019                       | New Kids                  | — | JP5 (8 Wo.)JP | Erstveröffentlichung: 27. Februar 2019                      |
| 2022                       | Flashback [+ I Decide]    | — | JP7 (4 Wo.)JP | Erstveröffentlichung: 3. Mai 2022                           |